# RAF Bentwaters
RAF Bentwaters är en tidigare militär flygplats utanför Woodbridge, Suffolk i England som är belägen 130 kilometer nordost om Storbritanniens huvudstad London. 
Basen uppfördes 1943 under andra världskriget och namnet kommer från två torp som låg där rullbanan drogs fram. I närheten fanns även flygbasen RAF Woodbridge varav dessa tillsammans benämndes som tvillingbaserna. Från 1951 och fram till 1993 så upplät Storbritanniens försvarsministerium RAF Bentwaters helt till förband i USA:s flygvapen.
I skogsområdet utanför RAF Bentwaters utspelades den påstådda Rendlesham Forestincidenten i december 1980.